# Girlfriend
Girlfriend je píseň kanadské pop-rocké zpěvačky Avril Lavigne. Píseň se nachází na jejím druhém výběrovém albu The Best Damn Thing. Produkce se ujali producenti Dr. Luke.

## Hitparáda
| Země                    | Umístění |
| ----------------------- | -------- |
| USA                     | 1        |
| Kanada                  | 1        |
| Austrálie (ARIA Charts) | 1        |
| Německo                 | 3        |
| Česko                   | 4        |
| Rakousko                | 1        |